# Санча-и-Эрвас, Кириак Мария
Кириак Мария Санча-и-Эрвас (исп. Ciriaco María Sancha y Hervás; 17 июня 1833, Кинтана-дель-Пидио, Испания — 26 февраля 1909, Толедо, Испания) — блаженный Римско-католической Церкви, испанский кардинал. Титулярный епископ Ареополиса и вспомогательный епископ Толедо, с резиденцией в Мадриде, с 28 января 1876 по 27 марта 1882. Епископ Авилы с 27 марта 1882 по 10 апреля 1886. Епископ Мадрида и Алькалы-де-Энареса с 10 апреля 1886 по 11 июля 1892. Архиепископ Валенсии с 11 июля 1892 по 24 марта 1898. Архиепископ Толедо и примас Испании и патриарх Западной Индии с 24 марта 1898 по 26 февраля 1909. Кардинал-священник с 18 мая 1894, с титулом церкви Сан-Пьетро-ин-Монторио с 2 декабря 1895.

## Биография
Кириак Мария Санча-и-Эрвас родился 17 июня 1833 года в бедной семье. С 1852 по 1861 гг. обучался в католической семинарии в Бургосе. 27 июня 1858 года был рукоположён в священника. Окончил университет Саламанки, получив научную степень лицензиата богословия.
С 1858 по 1862 годах преподавал в семинарии. В 1862 году преподавал на Кубе в семинарии в городе Сантьяго-де-Куба.
28 января 1876 года был рукоположён в епископа и назначен титулярным епископом Ареополиса и вспомогательным епископом архиепархии Толедо.
В марте 1882 года был назначен епископом Авилы, в 1886 году — епископом Мадрида и Алькалы-де-Энареса (сегодня — Архиепархия Мадрида) и в 1892 года — архиепископом Валенсии.
18 мая 1894 года был объявлен Римским папой Львом XIII кардиналом-священников.
24 марта 1898 года был назначен титулярным патриархом Западной Индии, архиепископом Толедо и примасом Испании.
Санча-и-Эрвас принимал участие в Конклаве 1903 года.

## Прославление
18 октября 2009 года Кириак Мария Санча-и-Эрвас был беатифицирован Римским Папой Бенедиктом XVI.